# Pietro Tabarrani
Pietro Tabarrani, né à Lombrici (Camaiore) le 3 mai 1702 et mort à Lucques le 5 avril 1779, est un médecin italien, membre de l’Académie des sciences de l'institut de Bologne

## Biographie
Pietro Tabarrani naquit à Lombrici dans la République de Lucques, le 3 mai 1702. Après sa première éducation, il alla se livrer à Pise à des études plus sérieuses, et prit le bonnet de docteur en philosophie et en médecine. Le cardinal Salviati l’emmena à Rome, en qualité de son médecin. Là, Tabarrani se livra plus particulièrement aux mathématiques et à l’anatomie, et il ouvrit un commerce de lettres avec le célèbre Pieter van Musschenbroek. Son protecteur étant mort en 1733, Tabarrani exerça encore quelque temps à Rome sa profession de médecin, sans abandonner l’étude de l’anatomie ; mais bientôt il se rendit à Bologne, où l’attirait la réputation des grands hommes que cette ville renfermait dans son sein. Il s’y lia étroitement avec les docteurs Domenico Maria Gusmano Galeazzi et Giacomo Bartolomeo Beccari ; le désir de connaître Jean-Baptiste Morgagni, le fit passer de là à Padoue, où il s’acquit l’estime de ce grand anatomiste et des savants professeurs Giulio Pontedera et Antonio Vallisneri. Il retourna ensuite à Lucques, où il resta jusqu’en 1759, temps où il fut appelé à Sienne pour y remplir la chaire d’anatomie, qui n’était occupée que par intérim depuis la retraite du célèbre Giovanni Bianchi de Rimini. Tabarrani fit revivre cette école illustre, y remit l’anatomie en faveur, et forma de savants élèves. Il avait déjà soixante-treize ans lorsqu’une double cataracte le rendit aveugle : en vain il se rendit à Lyon, pour se remettre entre les mains du fameux oculiste Jeannin ; il fut obligé de demander au grand-duc de Toscane de lui donner pour adjoint le docteur Paolo Mascagni, son élève, et mourut à Lucques, le 5 avril 1779, âgé de près de 76 ans.

## Œuvres
Ses ouvrages sont :
- Deux lettres sur la coupe de la forêt de Viareggio, la première imprimée deux fois, dont la deuxième édition est de Bassano, 1742, in-4° ; la seconde n’a été imprimée qu’une fois, Pesaro, 1741, in-4° ;
- Observationes anatomicæ, Lucques, 1745, 1753; in-4° ; ouvrage excellent, qui a réuni le suffrage de Albrecht von Haller, Gottfried van Swieten, Jean-Baptiste Morgagni et Antoine Portal. La seconde édition est supérieure à la première.
- Trois lettres, dont l’une sur le flux de sang ; la secondé sur l’opération de l’hydrocèle ; la troisième sur les ventricules et les cavités du cerveau, sur l’hymen, sur les muscles supercostaux et intercostaux, et sur le larynx, Lucques, 1764, in-4° ;
- Des lettres médico-anatomiques, dans lesquelles il rend compte de plusieurs observations faites par lui tant sur le corps humain que sur d’autres corps animés, Sienne, 1766, in-4°. Elles se trouvent aussi dans le tome 3e de l’Académie des sciences de Sienne ; On trouve deux Mémoires de lui dans le 1er et le 6e volume des actes de la même académie, et un autre dans le 10e volume des actes de l’institut de Bologne ; il a encore publié divers écrits polémiques occasionnés par les disputes littéraires dans lesquelles il s’est souvent engagé.